# Министерство образования, по делам религий и спорта Греции
Министерство образования, по делам религий и спорта (греч. Υπουργείο Παιδείας, Θρησκευμάτων και Αθλητισμού) — министерство Греции, которое отвечает за функционирование системы образования в стране и за контроль религий в Греции, а также за спорт через подчинённый Генеральный секретариат по спорту. Министр с 27 июня 2023 года — Кириакос Пиерракакис.
Имеет 10 управлений и филиалы на всех крупных островах принадлежащих Греции. Выделяет деньги на строительство и поддержание церквей, мечетей и др.
21 июня 2012 года учреждено Министерство образования, по делам религий, культуры и спорта, в которое вошли Министерство образования и религий и Министерство культуры и туризма.
25 июня 2013 года учреждено Министерство культуры и спорта. Министерство образования, по делам религий, культуры и спорта переименовано в Министерство образования и по делам религий.
27 января 2015 года учреждено Министерство культуры, образования и религий, в которое вошли Министерство образования и по делам религий и Министерство культуры и спорта. 23 сентября Министерство культуры, образования и религий разделено на Министерство образования, науки и религий и Министерство культуры и спорта.
27 июня 2023 года упразднено Министерство культуры и спорта, учреждено Министерство образования, по делам религий и спорта, которому передан Генеральный секретариат по спорту и воссоздано Министерство культуры.